# NSV
NSV (tiếng Nga: НСВ, viết tắt của Никитина-Соколова-Волкова) là một loại súng máy hạng nặng (đại liên) sử dụng loại đạn 12,7x108mm của Liên Xô, do Griogry Nikitin (Г. И. Никитин), Yuri. S. Sokolov (Ю. М. Соколов) và Vladimir I. Volkov (В. И. Волков) thiết kế, để thay thế cho DShK. NSV được đưa vào sử dụng trong biên chế của quân đội Liên Xô từ năm 1972, thường được gắn trên máy bay trực thăng, tàu chiến - tuần dương, xe tăng, boong ke,... hoặc mang theo tổ bộ binh.

## Lịch sử
Quân đội Xô Viết bắt đầu tìm kiếm một loại súng máy mới nhằm thay thế cho hai khẩu SG-43 Goryunov và Degtyarov DP vào khoảng đầu những năm 1950. Quân đội Xô Viết thích một thiết kế súng máy đa chức năng giống như khẩu MG-42 của Đức. Nó phải là một loại vũ khí đa năng, có thể gắn ở bất cứ đâu và chiến đấu tốt trong nhiều tình huống. Hai nhà thiết kế vũ khí là Grigory Nikitin và Yuri Sokolov đã được Hồng Quân giao nhiệm vụ thiết kế ra một loại vũ khí có thể đáp ứng được những yêu cầu trên.
Tuy nhiên, cũng có một mẫu súng khác cũng được quân đội Liên Xô để ý tới và nó đã được phê duyệt. Mẫu súng này do Mikhail Kalashnikov (cha đẻ của AK-47) phát triển. Nó được đánh giá là có chi phí sản xuất rẻ và đáng tin cậy hơn thiết kế của Grigory Nikitin và Yuri Sokolov. Mẫu súng máy của Kalashnikov đã trở thành loại súng máy đa chức năng tiêu chuẩn của quân đội Liên Xô vào năm 1961 và nó được đặt tên là PK.
Dù vậy, mẫu súng của Nikitin và Sokolov không hề bị quên lãng. 10 năm sau, súng được chuyển đổi cỡ đạn từ 7,62mm thành 12,7mm với sự giúp đỡ của Vladimir Volkov. Khẩu súng máy hạng nặng mới có tên là NSV, ghép từ các chữ cái đầu trong tên của ba người đã thiết kế ra súng là Nikitin, Sokolov và Volkov. NSV được quân đội Liên Xô dùng để thay thế cho khẩu súng máy hạng nặng DShK. Nó được đưa vào phục vụ kể từ năm 1972. So với tiền nhiệm là DShK thì NSV có ưu điểm là gọn nhẹ hơn hẳn: súng có trọng lượng rỗng chỉ 25 kg (DShK là 34 kg, M2HB của Mỹ nặng 38 kg), giúp việc mang vác trở nên dễ dàng hơn. Súng cũng có tốc độ bắn cao hơn (800-900 so với 600 phát/phút), độ chính xác tốt hơn.
Sau khi Liên Xô tan rã vào năm 1991, bản quyền sản xuất NSV thuộc về Kazakhstan. Vì quân đội Nga không muốn phải mua bản quyền sản xuất từ nước khác, nên họ đã tự thiết kế và sản xuất loại súng kiểu mới là Súng máy hạng nặng Kord để thay thế cho NSV. 
NSV cũng được sản xuất tại Bulgaria, Phần Lan , Ba Lan, Nam Tư, Việt Nam, Ấn Độ... với bản quyền do Kazakhstan cung cấp.

## Các biến thể
- NSV-12.7: Phiên bản ban đầu, hiện đang được sản xuất bởi Kazakhstan.[1]
- NSVS-12.7: Phiên bản sử dụng giá ba chân.[2]
- NSVT-12.7: Được gắn trên các xe tăng cũng như các phương tiện chiến đấu bọc thép.[2]

- Utyos-M: Phiên bản tháp súng đôi được gắn trên các tàu hải quân.[3]
- 12.7 Itkk 96: Mã định danh của Phần Lan. Mua từ Liên Xô, Nga và Đông Đức.[4]
- M87 NSVT: Phiên bản chế tạo theo giấy phép của Serbia bởi Zastava Arms. M87 từng được sử dụng bởi quân đội Nam Tư.[5]
- NSW: Phiên bản sản xuất bởi Ba Lan.[6]
- WKM-B: Phiên bản sản xuất bởi Ba Lan sử dụng cỡ đạn .50 BMG chuẩn NATO.[7]
- KT-12.7: Phiên bản sản xuất bởi Ukraine.[2]
- MG-U: Phiên bản sản xuất bởi Bulgaria.[cần dẫn nguồn]
- SCX-12,7V: Phiên bản của Việt Nam sản xuất bởi nhà máy Z111 với cò bướm kiểu DShK.

## Các nước sử dụng
- Liên Xô
- Algérie
- Angola
- Armenia[8]
- Azerbaijan[8]
- Ai Cập
- Ấn Độ
- Ba Lan
- Belarus[9]
- Bosna và Hercegovina
- Bungary[10]
- Ivory Coast[11]
- Campuchia
- Cộng hòa Dân chủ Nhân dân Triều Tiên
- Cộng hòa Macedonia
- Cộng hòa Séc[12]
- Serbia[13]
- Croatia[12]
- Djibouti[14]
- Eritrea[15]
- Estonia[15]
- Ethiopia
- Gruzia
- Hoa Kỳ
- Hàn Quốc: Gắn trên xe tăng T-80.[16]
- Hungary
- Iran
- Iraq
- Kazakhstan
- Kyrgyzstan
- Kuwait
- Libya
- Malaysia
- Maroc
- Mông Cổ
- Myanmar
- Nam Phi
- Nga
- Pakistan
- Phần Lan
- Romania
- Slovakia
- Syria[17][18]
- Sierra Leone[19]
- Tajikistan
- Turkmenistan
- Ukraina
- Uzbekistan
- Yemen
- Việt Nam sản xuất nội địa bởi Nhà máy Z111 với cò bướm và tì vai kiểu DShK.[20][21]